# CJCW
CJCW est une station de radio canadienne située à Sussex au Nouveau-Brunswick créée le 14 juin 1975, appartenant à Maritime Broadcasting System et diffusant sur la bande AM à la fréquence 590 kHz.
C'est une radio essentiellement musicale (musique pop) destinée à un public adulte.
En février 2024, le CRTC approuve la demande de passer sur la bande FM à la fréquence 92,9 MHz.